# El Señor de los Anillos (serial radiofónico de 1955)
La primera adaptación en serial radiofónico de la novela El Señor de los Anillos del escritor británico J. R. R. Tolkien, resumida en doce episodios, fue emitida por la BBC Radio en dos partes de seis episodios cada una: la primera parte de la historia, correspondiente al primer volumen de la novela (La Comunidad del Anillo), en noviembre y diciembre de 1955; y la segunda, correspondiente a los otros dos volúmenes (Las dos torres y El retorno del Rey), en noviembre y diciembre de 1956. Estas emisiones de radio son las primeras dramatizaciones de El Señor de los Anillos que se conocen, pues el tercer volumen de la novela, El retorno del Rey, se acababa de publicar en octubre del mismo 1955.
Ambas partes del serial fueron adaptadas y producidas por Terence Tiller, que sólo se escribió con Tolkien en busca de consejo para la adaptación de la segunda. Tolkien comentó esta adaptación de su obra en varias de las cartas posteriormente recopiladas por Humphrey Carpenter y publicadas en 1981 con el título Las cartas de J. R. R. Tolkien, y su opinión sobre ella fue, en general, tremendamente negativa. En los seis primeros episodios, correspondientes a La Comunidad del Anillo, los diálogos originales se mantuvieron en gran parte, salvo el Concilio de Elrond, que fue severamente recortado; sin embargo, en los otros seis episodios se comprimió el doble de material, por lo que debieron resumirse en gran medida, para disgusto de Tolkien. La música del serial corrió a cargo de Anthony Smith-Masters.
La radio era el medio de comunicación predominante en el Reino Unido de la época, y las emisiones sirvieron para publicitar los libros. El programa The Critics de la misma BBC trató en una de sus emisiones sobre esta serialización. No se conserva grabación alguna de estas emisiones, por lo que se considera un material completamente perdido.

## Reparto
| Actor              | Papeles                                                               |
| ------------------ | --------------------------------------------------------------------- |
| John Baker         | Orcos                                                                 |
| Nicolette Bernard  | Sin especificar (probablemente Baya de Oro) y Galadriel               |
| Oliver Burt        | Frodo Bolsón                                                          |
| Michael Collins    | Meriadoc Merry Brandigamo                                             |
| Frank Duncan       | Legolas, Halbarad y voces adicionales                                 |
| Valentine Dyall    | Bárbol, Théoden y orcos                                               |
| Robert Farquharson | Saruman y Denethor                                                    |
| Félix Felton       | Bilbo Bolsón, voz de Sauron, Capitán Negro, orcos y voces adicionales |
| Garard Green       | Elrond, Celeborn y voces adicionales                                  |
| Olive Gregg        | Éowyn                                                                 |
| Derek Hart         | Narrador                                                              |
| David Hemmings     | Bergil                                                                |
| Noel Johnson       | Éomer                                                                 |
| Basil Jones        | Peregrin Pippin Tuk                                                   |
| Godfrey Kenton     | Aragorn, Mablung y voces adicionales                                  |
| Eric Lugg          | Gimli y voces adicionales                                             |
| Víctor Platt       | Samsagaz Sam Gamyi                                                    |
| Derek Prentice     | Boromir, Faramir, Beregond, orcos y voces adicionales                 |
| Bernard Rebel      | Gríma Lengua de Serpiente                                             |
| Prunella Scales    | Ioreth                                                                |
| Gerik Schjelderup  | Gollum y orcos                                                        |
| Norman Shelley     | Gandalf, Tom Bombadil, un anciano y voces adicionales                 |
| Roger Snowdon      | Orcos                                                                 |

## Listado de episodios
| N.º | Título                           | Emisión         |
| --- | -------------------------------- | --------------- |
| 1   | «¿?»                             | 14 de noviembre |
| 2   | «¿?»                             | ¿?              |
| 3   | «Aragorn»                        | 29 de noviembre |
| 4   | «Many Meetings»                  | 4 de diciembre  |
| 5   | «The Moria Gate»                 | 11 de diciembre |
| 6   | «The Breaking of the Fellowship» | 18 de diciembre |

| N.º | Título                        | Emisión         |
| --- | ----------------------------- | --------------- |
| 1   | «Fangorn»                     | 19 de noviembre |
| 2   | «Rohan and Isengard»          | 26 de noviembre |
| 3   | «Into the Dark»               | 2 de diciembre  |
| 4   | «The Siege of Gondor»         | 9 de diciembre  |
| 5   | «Minas Tirith and Mount Doom» | 16 de diciembre |
| 6   | «¿?»                          | 23 de diciembre |

## Recepción por el autor de la obra adaptada
La opinión expresada por J. R. R. Tolkien, autor de la obra adaptada, en varias de las cartas posteriormente recopiladas por Humphrey Carpenter y publicadas en 1981 con el título Las cartas de J. R. R. Tolkien, fue, en general, tremendamente negativa. Creía que el libro era difícilmente adaptable a un medio de tiempo limitado como el radiofónico, y además que, aún si se asumiera que la empresa era factible y legítima, su ejecución por la BBC había sido mala, desde el guion a la interpretación, hasta la completa «estupidización» de su obra.
La interpretación que el actor Norman Shelley hizo del papel de Tom Bombadil le pareció a Tolkien «espantosa», sin que explicara por qué, pero peor aún le pareció que el anuncio del episodio tratase a Baya de Oro como la hija de Tom Bombadil. Tiller se disculpó ante Tolkien por ello, excusándose en que le pareció que «la diferencia de edad entre ambos» era demasiada para que fueran pareja. Tolkien también se mostró bastante indignado por la presentación del viejo Hombre-Sauce como un aliado de Mordor, pues simplificaba su universo a la existencia de dos bandos enfrentados, sin concebir maldad de otra índole. Su opinión de la interpretación de Glóin con acento alemán, en cambio, no fue tan negativa (tan solo le pareció «exagerada»).